# Irma Goldberg
Irma Goldberg (1871, Moscou, Imperi Rus - després de 1939, ?) fou una química orgànica russa, coneguda per la reacció de Goldberg i per la de Jourdan-Ullman-Goldberg.
Goldberg anà a la Universitat de Ginebra, Suïssa, per estudiar química durant la dècada de 1890. Allà s'integrà al grup de recerca del químic alemany Fritz Ullmann (1875-1939), amb el qual publicà diversos articles i patents i d'altres de forma independent entre 1897-1912. Ambdós es mudaren a Berlín per treballar a la Technische Hochschule el 1905.
Ullman fou pioner en la síntesi de compostos aromàtics substituïts. A principis del segle xx, el seu laboratori realitzà contribucions clau en la síntesi de bifenils substituïts a partir de la dimerització de iodurs aromàtics en presència de coure (acoblament d’Ullmann) i la síntesi d’èters de diaril mitjançant la combinació d’halurs d'aril amb diversos derivats del fenol, també en presència de coure (èter Ullmann síntesi). Un dels projectes de recerca de Goldberg fou estendre aquesta estratègia a la síntesi de compostos d'arilamina. Dugué a terme la investigació sobre les dues reaccions que duen el seu nom entre 1904 i 1908.
La reacció de Goldberg i la reacció de Jourdan-Ullman-Goldberg impliquen la formació d'un enllaç nitrogen-carboni a un halur aromàtic en presència de coure. En la primera reacció, el compost que conté nitrogen és una amida; mentre que a la segona, s'utilitza una amina. Goldberg i Ullman van obtenir diverses patents per a l’ús de catalitzadors de carbonat de potassi {\displaystyle {\ce {K2CO3}}} i coure en aquests processos. La reacció de Goldberg consisteix en la combinació d'una benzamida amb bromobencè en presència de carbonat de potassi i coure per obtenir una N-fenilbenzamida amb un rendiment del 56%.
D'altres investigacions de Goldberg inclouen mètodes per a la purificació de l'acetilè i estudis en el camp industrial dels colorants orgànics. Goldberg es casà amb Ullmann el 1910, i finalment tornaren a Ginebra el 1923 quan Ullmann retornà a la Universitat de Ginebra.